# Frullatore a immersione

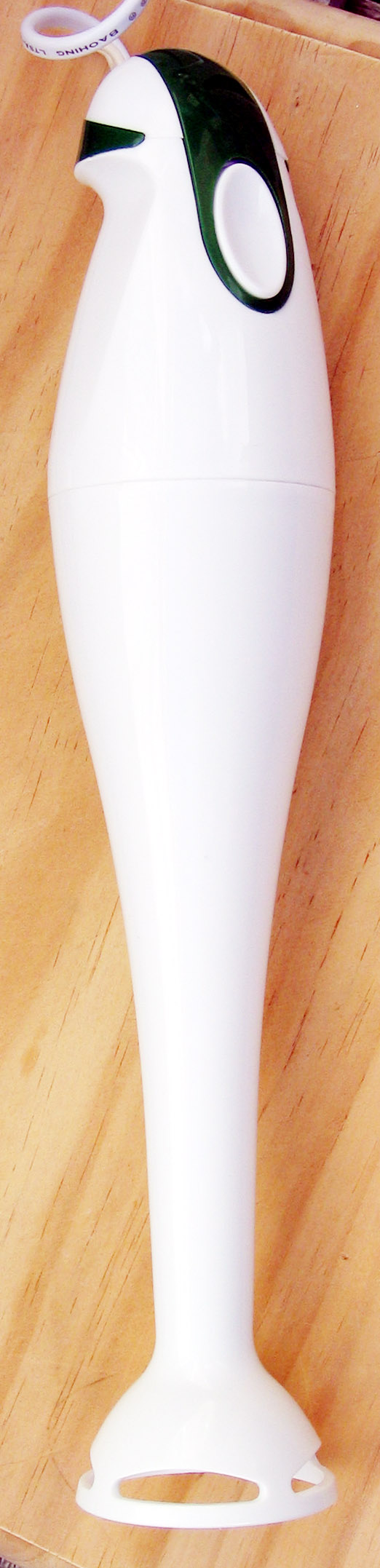
Un frullatore a immersione

Un frullatore a immersione (o anche minipimer, marchionimo creato unendo il prefisso mini- all'acronimo PIMER, ovvero Pequeñas Industrias Mecánico-Elétricas Reunidas, azienda spagnola che nel 1959 ha progettato e realizzato su larga scala il primo modello) è un tipo di frullatore usato per amalgamare o frullare alimenti direttamente nel recipiente in cui sono preparati. Fu ideato in Svizzera da Roger Perrinjaquet, che lo ha brevettato il 6 marzo 1950 e chiamato "bamix", una parola composta generata dall'unione dei termini francesi battre et mixer (sbattere e mescolare).

## Descrizione
Un frullatore a immersione è composto da un motore elettrico che aziona delle lame rotanti a un estremo di un'asta, che può essere immersa nel cibo che viene frullato e che è montata dentro al manico dell'elettrodomestico. Alcuni possono essere utilizzati quando il recipiente è sul fuoco. I frullatori a immersione si distinguono dai normali frullatori da bancone e robot da cucina poiché questi richiedono che il cibo sia collocato, per essere lavorato, in un recipiente specifico. Si distinguono anche dagli sbattitori elettrici, che sbattono ma non tritano.
I modelli a uso domestico e a uso commerciale leggero hanno solitamente un'asta immergibile della lunghezza di circa 16 cm, ma i modelli ad alte prestazioni per usi commerciali sono disponibili con un'asta lunga fino a 53 cm o più. I modelli a uso domestico sono disponibili con o senza filo. La potenza del motore varia da 120 W fino a più di 600 W nei modelli ad alte prestazioni. I modelli a uso domestico possono essere forniti di bicchiere dosatore o altri accessori.